# Mercedes-Benz Transporter

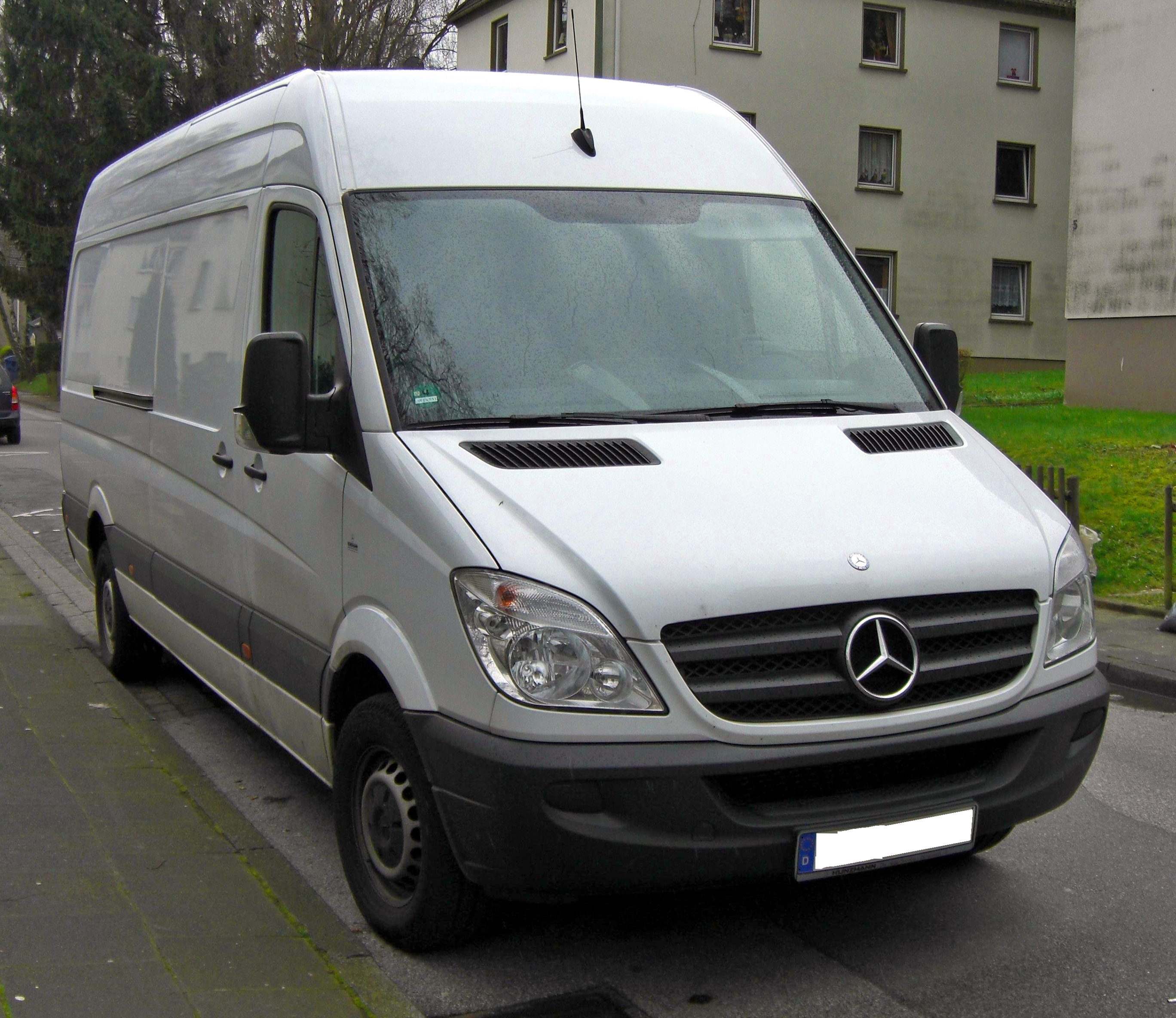

Mercedes-Benz Transporter kallar Mercedes-Benz sina nyttofordon upp till 7,5 ton. Mercedes-Benz tillhör Europas största tillverkare av transportbilar och tillverkning sker i Düsseldorf och Ludwigsfelde samt Vitoria i Spanien.

## Modeller

### Aktuella
- Mercedes-Benz Citan
- Mercedes-Benz Vito
- Mercedes-Benz Sprinter

### Historiska
- T1 ("Bremer Transporter")
- T2 ("Düsseldorfer Transporter")
- Harburger Transporter
- Mercedes-Benz N1300
- Mercedes-Benz MB 100
- Mercedes-Benz Vario